# Cygnus Orb-D1
Cygnus Orb-D1 även känd som Cygnus 1 eller Orbital Sciences COTS Demo Flight, var första test flygningen av företaget Orbital Sciences Corporation rymdfarkost Cygnus. Farkosten var uppkallad efter den avlidne amerikanske astronauten G. David Low. Uppskjutningen gjordes med en Antaresraket den 18 september 2013. 
Den 29 september samma år dockades farkosten med rymdstationen ISS, med hjälp av Canadarm2. 
Farkosten lämnade rymdstationen den 22 oktober 2013 och brann upp i jordens atmosfär den 23 oktober 2013.

### Fotnoter
1. ↑  ”NASA Space Science Data Coordinated Archive” (på engelska). NASA. https://nssdc.gsfc.nasa.gov/nmc/spacecraft/display.action?id=2013-051A. Läst 24 mars 2020.
2. ↑  Manned Astronautics - Figures & Facts Arkiverad 5 oktober 2015 hämtat från the Wayback Machine., läst 28 juli 2016.